# Psaume 91 (90)

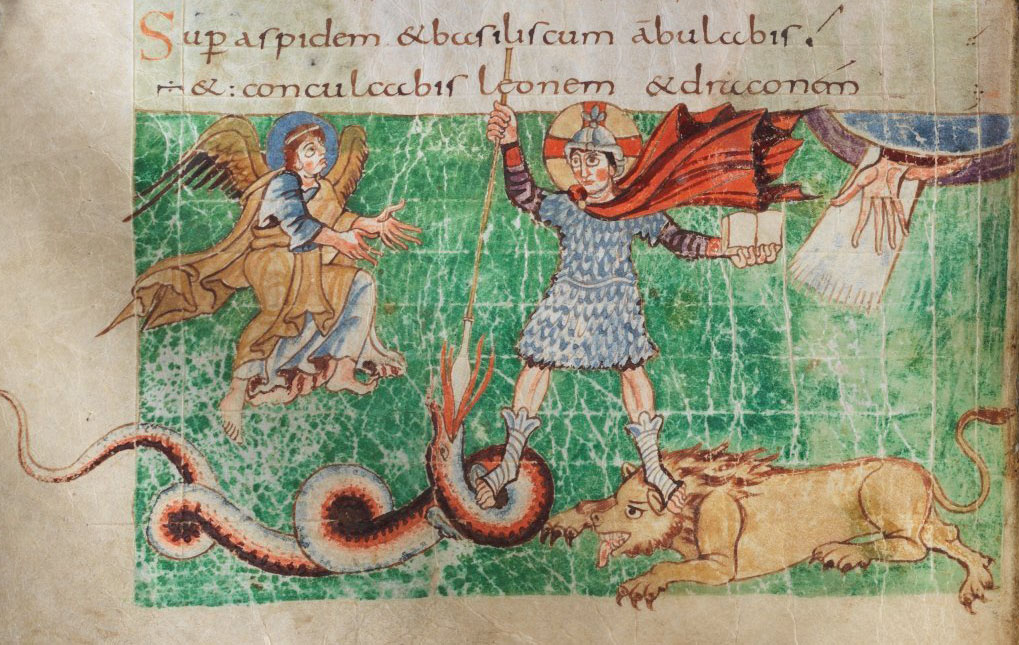
Illustration du verset 13 du psaume 91 dans le psautier de Stuttgart : super aspidem et basiliscum ambulabis et conculcabis leonem et draconem.

Le Psaume 91 (90 dans la numérotation grecque), communément référé comme Yoshèv bessètèr en hébreu et Qui habitat en latin, est connu comme le Psaume de la Protection. Il est possible, d'après le rabbin Alfred J. Kolatch, qu'il ait été utilisé par le passé dans le cadre d'exorcismes. 
Il est associé à des circonstances lourdes, dont le deuil tant dans le judaïsme que dans le christianisme, ce qui l'a rendu très populaire dans des œuvres de fiction, et qu'il a été adopté par les milices chrétiennes durant la guerre Libanaise de 1975. 
Dans les pays anglophones, il est souvent chanté lors de l'office des Complies, dans sa traduction suivant le Psautier écossais.
Son auteur n'est pas nommé. Comme on y retrouve des éléments présents dans le Pentateuque, et que le psaume précédent (#90) est attribué à Moïse, la tradition tend à lui attribuer celui-là aussi. Tel est en tout cas l'avis du célèbre commentateur de la Bible hébraïque, Rachi, dont l'œuvre a inspiré jusqu'à Martin Luther.
Le commentaire de Rachi (traduit à partir de l'anglais, et non de l'hébreu) sur le Psaume 91 est reproduit ici, en commentaire de la traduction française du texte.

## Texte
| Verset | Original hébreu                                 | Traduction française juive                                                                                                  | Traduction française de Louis Segond                                                                                  | Vulgate latine                                                                                |
| ------ | ----------------------------------------------- | --- | --- | --------------------------------------------------------------------------------------------- |
| 1      | יֹשֵׁב, בְּסֵתֶר עֶלְיוֹן; בְּצֵל שַׁדַּי, יִתְלוֹנָן                | Celui qui demeure sous la sauvegarde du Très-Haut, et s'abrite à l'ombre du Tout- Puissant,                                 | Celui qui demeure sous l’abri du Très-Haut repose à l’ombre du Tout Puissant.                                         | [Laus cantici David] Qui habitat in adiutorio Altissimi in protectione Dei caeli commorabitur |
| 2      | אֹמַר--לַיהוָה, מַחְסִי וּמְצוּדָתִי; אֱלֹהַי, אֶבְטַח-בּוֹ         | qu'il dise à l'Eternel : « Tu es mon refuge, ma citadelle, mon Dieu, en qui je place ma confiance! »                        | Je dis à l’Éternel : Mon refuge et ma forteresse, mon Dieu en qui je me confie !                                      | Dicet Domino susceptor meus es tu et refugium meum Deus meus sperabo in eum                   |
| 3      | כִּי הוּא יַצִּילְךָ, מִפַּח יָקוּשׁ; מִדֶּבֶר הַוּוֹת               | Car c'est Lui qui te préserve du piège de l'oiseleur, de la peste meurtrière.                                               | Car c’est lui qui te délivre du filet de l’oiseleur, de la peste et de ses ravages.                                   | Quoniam ipse liberabit me de laqueo venantium et a verbo aspero                               |
| 4      | בְּאֶבְרָתוֹ, יָסֶךְ לָךְ--וְתַחַת-כְּנָפָיו תֶּחְסֶה; צִנָּה וְסֹחֵרָה אֲמִתּוֹ | Il te recouvre de Ses vastes pennes; sous Ses ailes tu trouves un refuge : Sa bonté est un bouclier et une cuirasse.        | Il te couvrira de ses plumes, et tu trouveras un refuge sous ses ailes ; sa fidélité est un bouclier et une cuirasse. | In scapulis suis obumbrabit te et sub pinnis eius sperabis                                    |
| 5      | לֹא-תִירָא, מִפַּחַד לָיְלָה; מֵחֵץ, יָעוּף יוֹמָם              | Tu n'auras à craindre ni les terreurs de la nuit, ni les flèches qui voltigent le jour,                                     | Tu ne craindras ni les terreurs de la nuit, ni la flèche qui vole de jour,                                            | Scuto circumdabit te veritas eius non timebis a timore nocturno                               |
| 6      | מִדֶּבֶר, בָּאֹפֶל יַהֲלֹךְ; מִקֶּטֶב, יָשׁוּד צָהֳרָיִם               | ni la peste qui chemine dans l'ombre, ni l'épidémie qui exerce ses ravages en plein midi.                                   | Ni la peste qui marche dans les ténèbres, ni la contagion qui frappe en plein midi.                                   | A sagitta volante in die a negotio perambulante in tenebris ab incursu et daemonio meridiano  |
| 7      | יִפֹּל מִצִּדְּךָ, אֶלֶף--וּרְבָבָה מִימִינֶךָ: אֵלֶיךָ, לֹא יִגָּשׁ       | Qu'à tes côtés il en tombe mille, dix mille à ta droite : toi, le mal ne t'atteindra point.                                 | Que mille tombent à ton côté, et dix mille à ta droite, tu ne seras pas atteint ;                                     | Cadent a latere tuo mille et decem milia a dextris tuis ad te autem non adpropinquabit        |
| 8      | רַק, בְּעֵינֶיךָ תַבִּיט; וְשִׁלֻּמַת רְשָׁעִים תִּרְאֶה               | Tu le verras seulement de tes yeux, tu seras témoin de la rémunération des méchants.                                        | de tes yeux seulement tu regarderas, et tu verras la rétribution des méchants.                                        | Verumtamen oculis tuis considerabis et retributionem peccatorum videbis                       |
| 9      | כִּי-אַתָּה יְהוָה מַחְסִי; עֶלְיוֹן, שַׂמְתָּ מְעוֹנֶךָ              | C'est que [tu as dit] : « L'Eternel est mon refuge ! » Dans le Très-Haut tu as placé ton abri.                              | Car tu es mon refuge, ô Éternel ! Tu fais du Très-Haut ta retraite.                                                   | Quoniam tu Domine spes mea Altissimum posuisti refugium tuum                                  |
| 10     | לֹא-תְאֻנֶּה אֵלֶיךָ רָעָה; וְנֶגַע, לֹא-יִקְרַב בְּאָהֳלֶךָ           | Nul malheur ne te surviendra, nul fléau n'approchera de ta tente ;                                                          | Aucun malheur ne t’arrivera, aucun fléau n’approchera de ta tente.                                                    | Non accedent ad te mala et flagellum non adpropinquabit tabernaculo tuo                       |
| 11     | כִּי מַלְאָכָיו, יְצַוֶּה-לָּךְ; לִשְׁמָרְךָ, בְּכָל-דְּרָכֶיךָ            | car à Ses anges Il a donné mission de te protéger en toutes tes voies.                                                      | Car il ordonnera à ses anges de te garder dans toutes tes voies ;                                                     | Quoniam angelis suis mandabit de te ut custodiant te in omnibus viis tuis                     |
| 12     | עַל-כַּפַּיִם יִשָּׂאוּנְךָ: פֶּן-תִּגֹּף בָּאֶבֶן רַגְלֶךָ                | Sur leurs bras ils te porteront, pour que ton pied ne se heurte à aucune pierre.                                            | ils te porteront sur les mains, de peur que ton pied ne heurte contre une pierre.                                     | In manibus portabunt te ne forte offendas ad lapidem pedem tuum                               |
| 13     | עַל-שַׁחַל וָפֶתֶן, תִּדְרֹךְ; תִּרְמֹס כְּפִיר וְתַנִּין              | Tu marcheras sur le chacal et la vipère, tu fouleras le lionceau et le serpent.                                             | Tu marcheras sur le lion et sur l’aspic, tu fouleras le lionceau et le dragon.                                        | Super aspidem et basiliscum ambulabis, et conculcabis leonem et draconem                      |
| 14     | כִּי בִי חָשַׁק, וַאֲפַלְּטֵהוּ; אֲשַׂגְּבֵהוּ, כִּי-יָדַע שְׁמִי          | « Car [dit le Seigneur] il M'est attaché, et Je veux le sauver du danger ; Je veux le grandir, parce qu'il connaît Mon nom. | Puisqu’il m’aime, je le délivrerai ; je le protégerai, puisqu’il connaît mon nom.                                     | Quoniam in me speravit et liberabo eum protegam eum quia cognovit nomen meum                  |
| 15     | יִקְרָאֵנִי, וְאֶעֱנֵהוּ--עִמּוֹ-אָנֹכִי בְצָרָה; אֲחַלְּצֵהוּ, וַאֲכַבְּדֵהוּ  | Il M'appelle et Je lui réponds ; Je suis avec lui dans la détresse, Je le délivre et le comble d'honneur.                   | Il m’invoquera, et je lui répondrai ; je serai avec lui dans la détresse, je le délivrerai et je le glorifierai.      | Clamabit ad me et exaudiam eum cum ipso sum in tribulatione eripiam eum et clarificabo eum    |
| 16     | יָמִים, אַשְׂבִּיעֵהוּ; וְאַרְאֵהוּ, בִּישׁוּעָתִי                  | Je le rassasie de longs jours, et le fais jouir de mon salut. »                                                             | Je le rassasierai de longs jours, et je lui ferai voir mon salut.                                                     | Longitudine dierum replebo eum et ostendam illi salutare meum                                 |

## Usages liturgiques

### Dans le judaïsme
Le psaume 91 est récité à la prière de zemirot le shabbat, à Yom Tov et à Hoshana Rabbah. Il est aussi récité au coucher, lors des enterrements, on le lit à sept reprises.

### Dans le christianisme

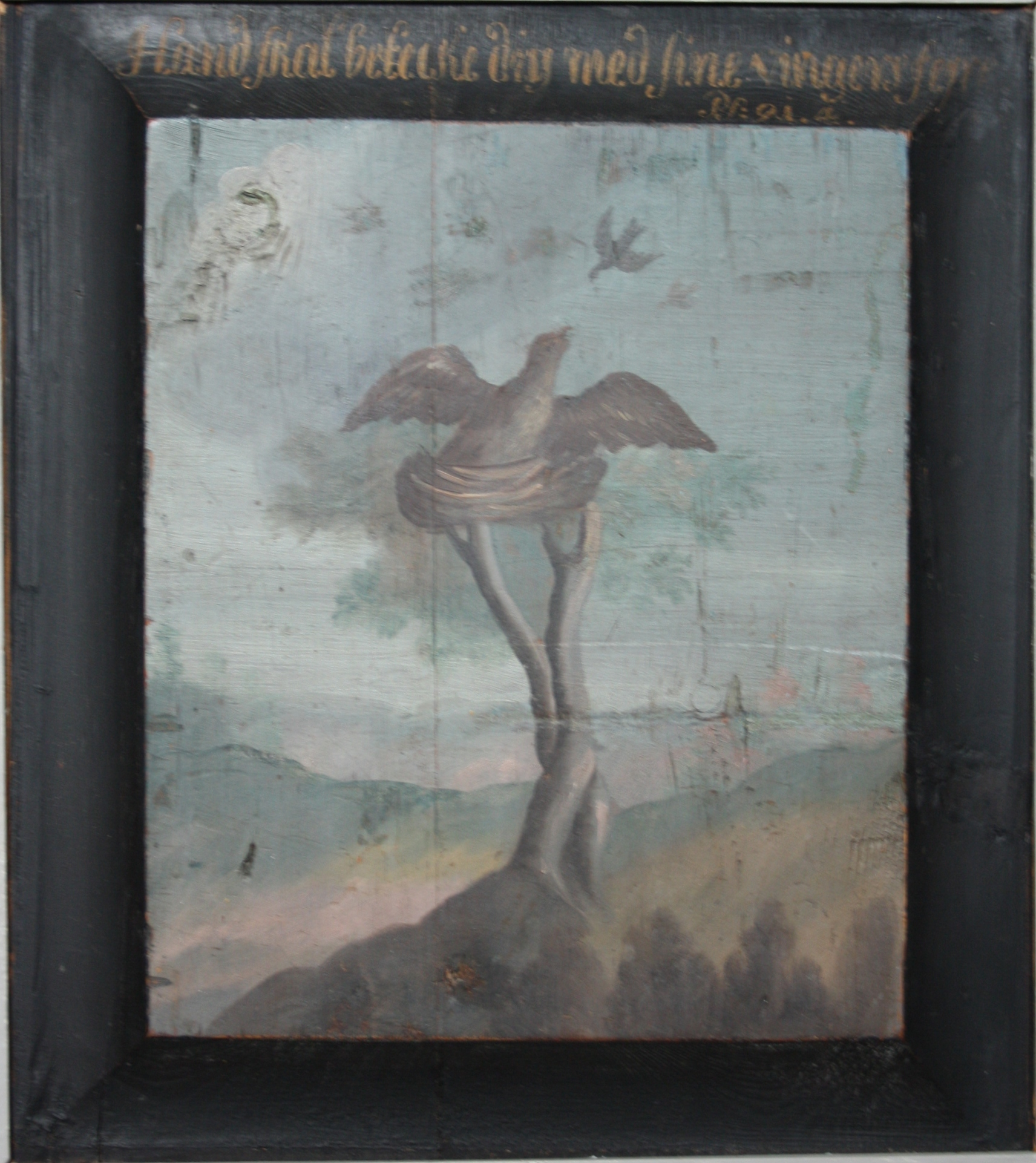
Une peinture danoise de Mogens Christian Thrane illustrant le verset 4 du psaume 91.

#### Chez les catholiques
Depuis le haut Moyen Âge, ce psaume était quotidiennement exécuté. En effet, saint Benoît de Nursie choisit celui-ci, pour l'office de complies dans la règle de saint Benoît fixée vers 530,. 
Le psaume forme le support du plus long trait dans la liturgie tridentine. Le trait Qui habitat est chanté lors du premier dimanche de Carême ou dimanche de Quadragésime.
Au regard de la liturgie des Heures actuelle, le psaume 91 est encore chanté ou récité aux complies tous les dimanches soir. C’est aussi le psaume lu à l’office de la messe le premier dimanche de carême de l’année C.

#### Chez les orthodoxes
Dans les rites orthodoxes, le psaume 91 est lu à la prière de la sixième heure.

## Mise en musique
Felix Mendelssohn a composé un arrangement de deux versets du psaume 91 (Denn er hat seinen Engeln befohlen) pour son oratorio Elias, en 1844.

Le Psaume 91 fait également l'objet d'une mise en musique par le groupe Soulfly dans leur album Dark Ages (Salmo-91, piste bonus)

## Texte du Psaume 91, dansNos cœurs te chantent
La traduction de Clément Marot de 1543 a été revue par Valentin Conrart en 1679 puis Chapal en 1970.
« Qui demeure auprès du seigneur À l'ombre de sa grâce
Qui éprouve un secret bonheur  A rechercher sa face
Dis à son Dieu soit mon rempart En toi j'ai confiance
Auprès de toi j'aurai ma part Dieu de mon espérance ».